# Casamicciola Terme
Casamicciola Terme is een Italiaanse gemeente, onderdeel van de metropolitane stad Napels, wat voor 2015 nog de provincie Napels was (regio Campanië) en telt 7990 inwoners (31-12-2004). De oppervlakte bedraagt 5,6 km², de bevolkingsdichtheid is 1469 inwoners per km². Het is gelegen op het eiland Ischia.

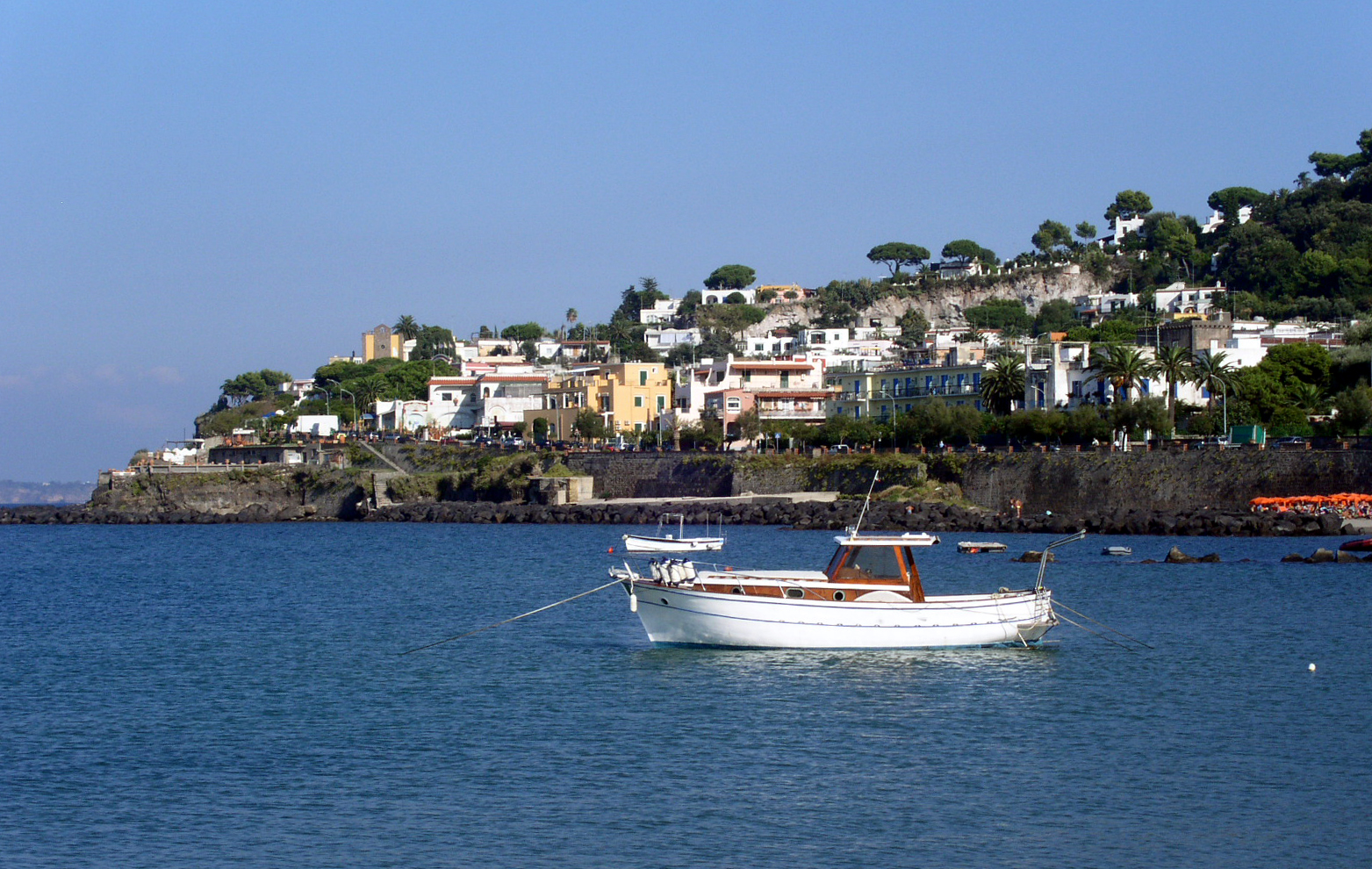
Casamicciola Terme
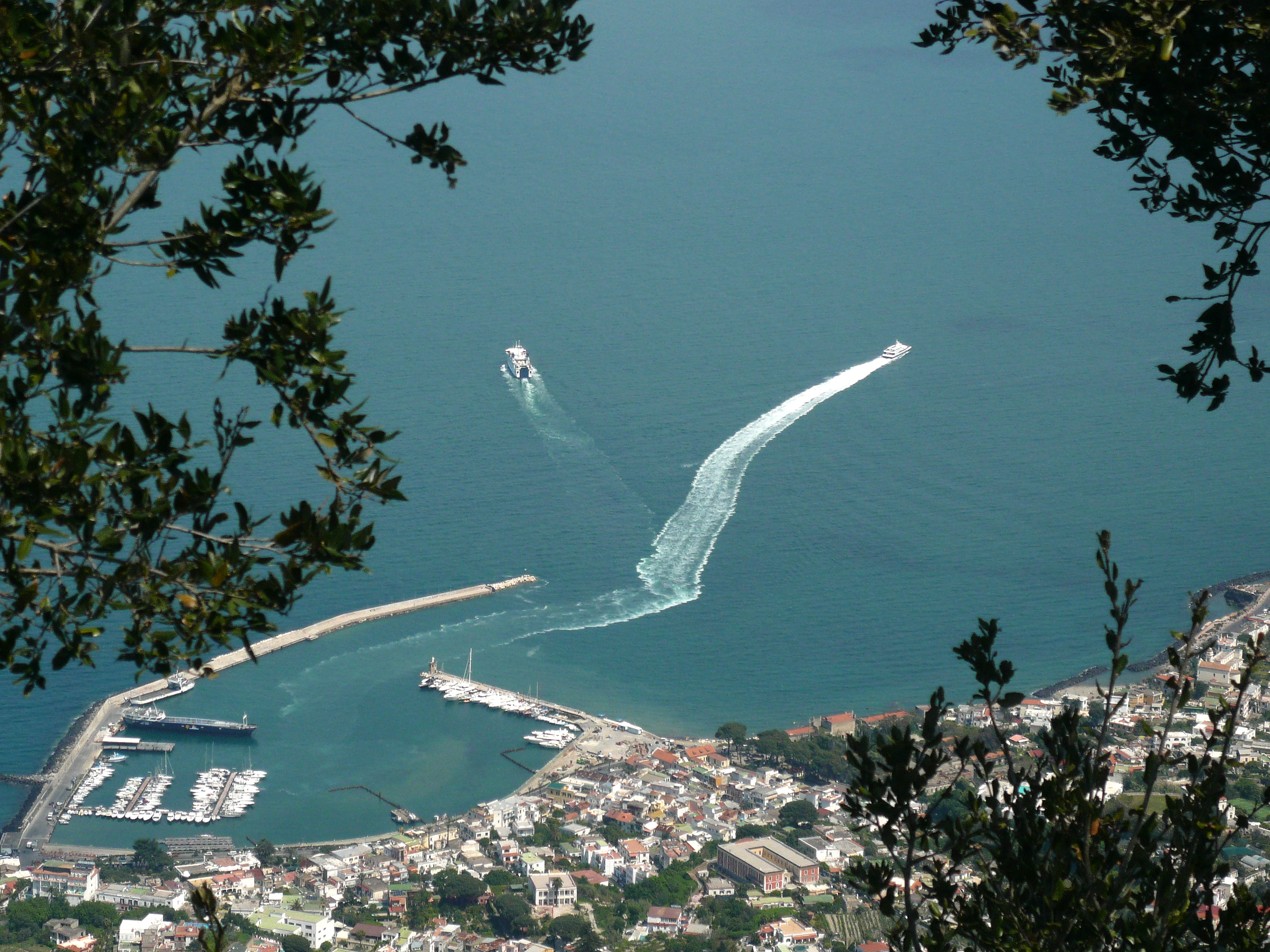
Haven van Casamicciola Terme

## Demografie
Casamicciola Terme telt ongeveer 3082 huishoudens. Het aantal inwoners steeg in de periode 1991-2001 met 13,4% volgens cijfers uit de tienjaarlijkse volkstellingen van ISTAT.
| Jaar | Inwoneraantal |
| ---- | ------------- |
| 1991 | 6505          |
| 2001 | 7374          |

## Geografie
Casamicciola Terme grenst aan de volgende gemeenten: Barano d'Ischia, Forio, Ischia, Lacco Ameno, Serrara Fontana.